# Brachiopoda (classification phylogénétique)
Cette page a pour objet de présenter un arbre phylogénétique des Brachiopoda (Phoronozoa, Brachiozoa, Brachiopodes, Phoronozoaires), c'est-à-dire un cladogramme mettant en lumière les relations de parenté existant entre leurs différents groupes (ou taxa), telles que les dernières analyses reconnues les proposent. Ce n'est qu'une possibilité, et les principaux débats qui subsistent au sein de la communauté scientifique sont brièvement présentés ci-dessous, avant la bibliographie.

## Arbre phylogénétique
Le cladogramme présenté ici ne possède qu'une valeur indicative. Il n'est pas forcément consensuel, et on peut toujours se référer à la bibliographie au bas de l'article.
Le symbole ▲ renvoie à la partie immédiatement supérieure de l'arbre phylogénétique du vivant. Le signe ► renvoie à la classification phylogénétique du groupe considéré. Tout nœud de l'arbre portant plus de deux branches montre une indétermination de la phylogénie interne du groupe considéré.
Les habitudes typographiques des botanistes et des zoologistes sont différentes. Ici, par commodité de lecture, et certains groupes actuels relevant des deux domaines traditionnels, les noms de taxons supérieurs au genre sont tous écrits en caractères droits, les noms de genres ou d'espèces en italiques.
À la suite d'un taxon, sa période d'apparition, quand elle est connue, peut être indiquée suivant la légende suivante :
(Plé) : Pléistocène ; (Pli) : Pliocène ; (Mio) : Miocène ; (Oli) : Oligocène ; (Éoc) : Éocène ; (Pal) : Paléocène ; (Cré) : Crétacé ; (Jur) : Jurassique ; (Tri) : Trias ; (Per) : Permien ; (Car) : Carbonifère ; (Dév) : Dévonien ; (Sil) : Silurien ; (Ord) : Ordovicien ; (Camb) : Cambrien ; (Edi) : Édiacarien. Pour plus de précision si possible, (-) : inférieur ; (~) : moyen ; (+) : supérieur.

```
▲

└─o 
Phoronozoa
 ou 
Brachiozoa
 ou 
Brachiopoda
 
s.l.

  ├─o 
Craniiformea

  ├─o 
Linguliformea

  │ └─o 
Phoronida

  └─o 
Rhynchonelliformea

    ├─o 
Chileata
 (éteint)
    └─o
      ├─o 
Obolellata
 (éteint)
      ├─o 
Kutorginata
 (éteint)
      └─o 
Articulata

        ├─o 
Strophomenata
 (éteint)
        └─o 
Rhynchonellata

          ├─o 
Atrypida
 (éteint)
          ├─o 
Athyridida
 (éteint)
          ├─o 
Spiriferida
 (éteint)
          ├─o 
Spiriferinida
 ou 
Cyrtinidina
 (éteint)
          ├─o 
Thecideida

          ├─o 
Terebratulida

          └─o
            ├─o 
Protorthida
 (éteint)
            └─o
              ├─o 
Orthida
 (éteint)
              └─o
                ├─o 
Pentamerida
 (éteint)
                └─o 
Rhynchonellida
```

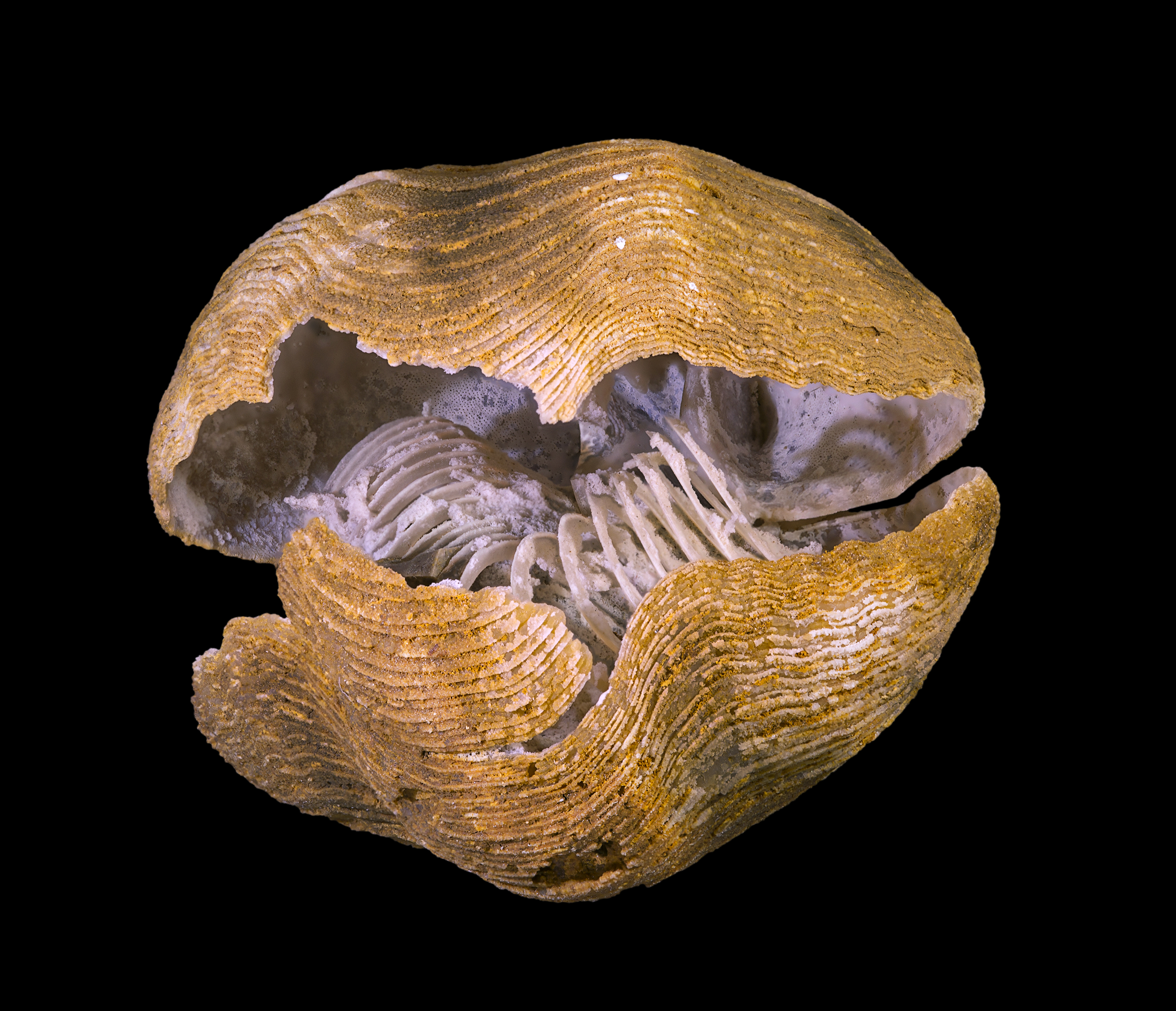
Spiriferina rostrata montant le squelette du lophophore
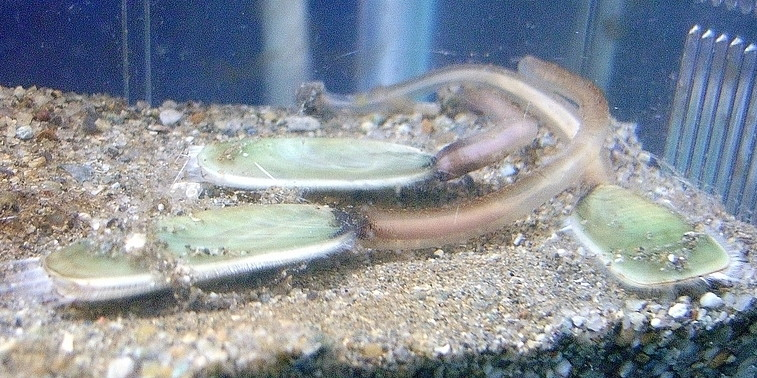
Lingula anatina
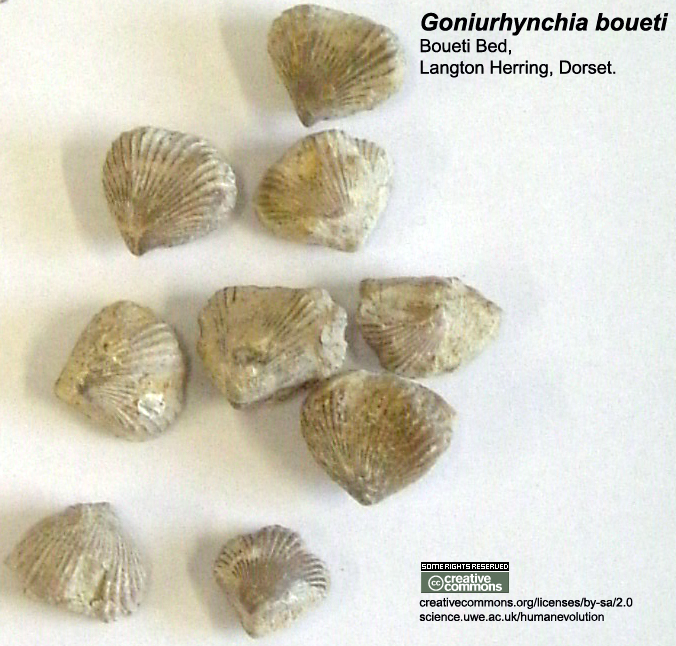
Goniurhynchia boueti
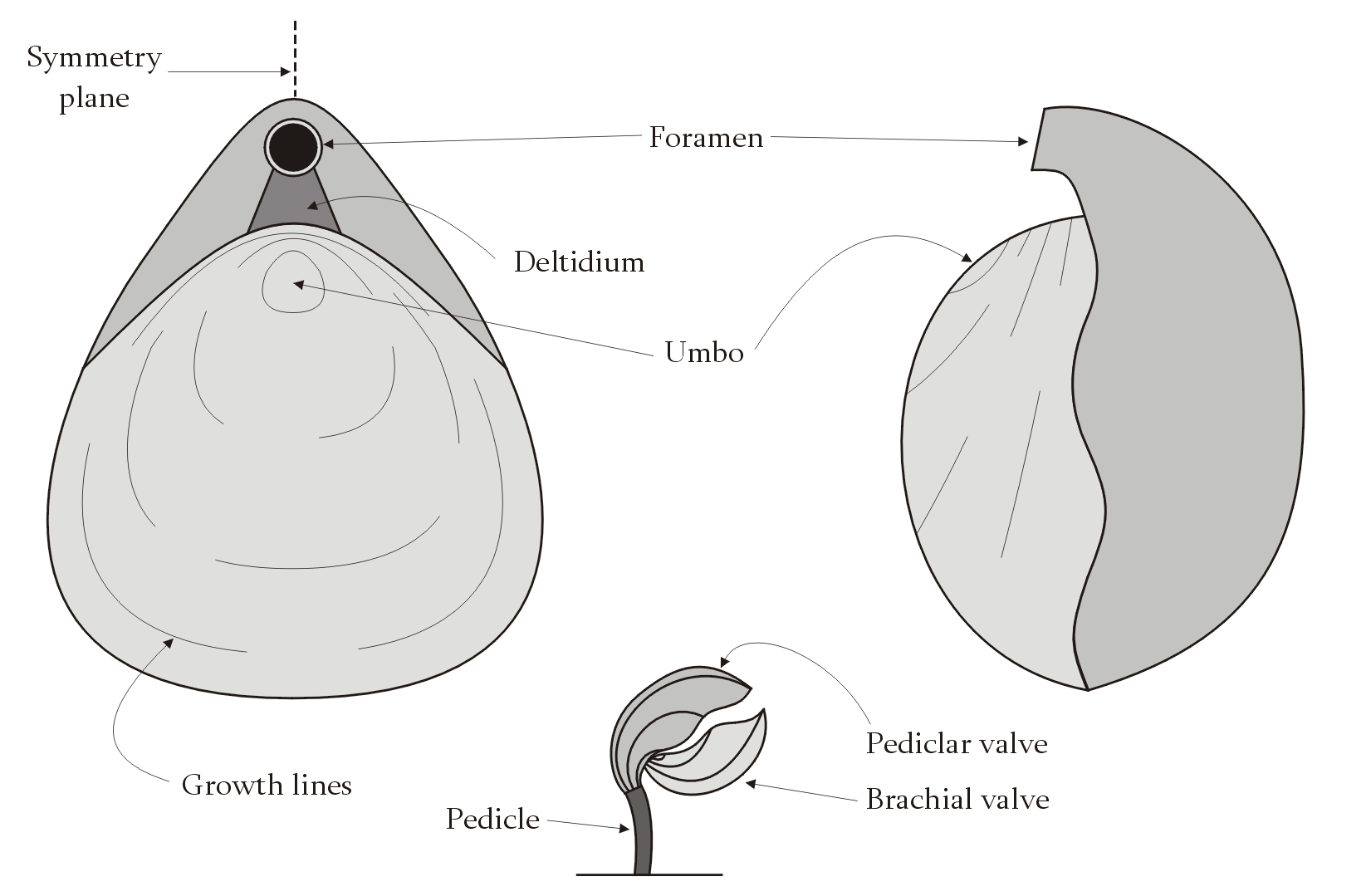
Morphologie d'un brachiopode

## Débat scientifique relatif à la phylogénie desBrachiopoda
Les Inarticulés se sont révélés paraphylétiques. Mais la position respective des différents groupes, ainsi que celle des Phoronidiens, restent objets de débat.

## En savoir plus

### Sources bibliographiques de référence
- (en) Artem Kouchinsky, Stefan Bengtson et Duncan J. E. Murdock, « A New Tannuolinid Problematic from the Lower Cambrian of the Sukharikha River in Northern Siberia », Acta Palaeontologica Polonica, vol. 55, no 2,‎ juin 2010, p. 321-331 (ISSN 0567-7920, OCLC 4663291758, lire en ligne, consulté le 31 août 2014)
- (en) Christian B. Skovsted, Uwe Balthasar, Glenn A. Brock et John R. Paterson, « The Tommotiid Camenella reticulosa from the Early Cambrian of South Australia : Morphology, Scleritome Reconstruction, and Phylogeny », Acta Palaeontologica Polonica, vol. 54, no 3,‎ septembre 2009, p. 525–540 (ISSN 0567-7920, OCLC 4630552412, lire en ligne, consulté le 31 août 2014)
- U. Balthasar et N.J. Butterfield, « Early Cambrian "soft−shelled" brachiopods as possible stem−group phoronids », Acta Palaeontologica Polonica, vol. 54, no 2,‎ juin 2009, p. 307-314 (ISSN 0567-7920, OCLC 702516981, lire en ligne, consulté le 31 août 2014)
- (en) B.L. Cohen et A. Weydmann, « Molecular evidence that phoronids are a subtaxon of brachiopods (Brachiopoda: Phoronata) and that genetic divergence of metazoan phyla began long before the early Cambrian », Organisms Diversity & Evolution, vol. 5, no 4,‎ décembre 2005, p. 253-273 (ISSN 1439-6092, OCLC 4653596738, lire en ligne, consulté le 31 août 2014)

### Sources internet
- BrachNet
- Phoronida